# Tik tak tor
Tik tak tor was een Nederlands televisieprogramma dat halverwege jaren zestig en begin jaren zeventig werd uitgezonden door de VARA. Het was een vraag en antwoordspelletje dat in de vooravond werd uitgezonden en ongeveer 25 minuten duurde. Het werd oorspronkelijk gepresenteerd door Thom Kelling. Een aantal kandidaten speelde tegen elkaar een aantal spelletjes Boter kaas en eieren, in het Engels en Duits "Tic tac toe" genoemd, en variaties daarop. De uiteindelijke winnaar ging met een prijs naar huis.
Vanaf 5 oktober 1971 om de veertien dagen om 19.30 uur keerde het programma terug nu gepresenteerd door Ruud Jans, die ook op de radio voor de actualiteitenrubriek Dingen van de dag en Radio weekblad werkzaam was. Naast boter kaas en eieren werden er ook oude muziek en televisiefragmenten vertoond en daar vragen over gesteld. Het programma werd in kleur uitgezonden wat toen nog lang niet bij alle programma's het geval was.